# Берёзовая Роща (Костромская область)
Берёзовая Роща — посёлок в Расловском сельском поселении Судиславского района Костромской области России.

## География
Посёлок расположен недалеко от автодороги Кострома — Верхнеспасское Р98 и железнодорожной ветки Кострома — Галич.

## История
До муниципальной реформы 2010 года посёлок также входил в состав Расловского сельского поселения Судиславского района.

## Население
Численность населения населённого пункта менялась по годам:
| Население по годам |      |      |
| Год                | 2008 | 2014 |
| Жителей            | 606  | 659  |